# Socopó
Socopó est une ville de l'État de Barinas au Venezuela, capitale de la paroisse civile de Ticoporo et chef-lieu de la municipalité de Antonio José de Sucre.